# 賈克·雷米·吉黑賀
賈克·雷米·吉黑賀（法語：Jacques-Rémy Girerd，1952年3月7日—）是一位知名法國動畫導演，也是瘋影動畫工作室（Folimage Valence Productions）的創辦人。

## 作品
- 2003年：《大雨大雨一直下》（La Proph tie des grenouilles）
- 2009年：《米芽米咕人》（Mia and the Migou）
- 2014年：《希達的祕密花園》(Aunt Hilda!)

## 外部連結
- Site Officiel Studio Folimage（页面存档备份，存于）